# Koci Potok
Der Koci Potok (tschechisch Kočičí potok, deutsch Katzbach, auch Göhebach) ist ein rechter Nebenfluss der Witka (Wittig) in Polen und Tschechien. Er bildet auf dem größten Teil seines Laufes die Grenze zwischen beiden Staaten.

## Verlauf
Der Kočičí potok entspringt zwischen Dolní Oldřiš, Bulovka und Baranów (Petersgemeinde) am Südwesthang der Bartniki (Schindelbrand, 492 m) im Isergebirgsvorland nahe der polnischen Grenze in Tschechien. Der Bach fließt zunächst um den Bulovský kopec (Steinberg, 443 m) nach Norden und wendet sich dann westwärts, wobei er den Joachimsthaler Stiftswald umfließt. Auf einer Länge von zehn Kilometern bildet der Bach die Grenze zwischen Tschechien und Polen. Bei Horní Pertoltice ändert der Kočičí potok / Koci Potok seinen Lauf nach Norden und fließt vorbei an Łowin (Neu Löben). Am Zadní vrch (Mittelberg, 308 m) ändert der Bach seine Richtung nach Nordwesten. Beiderseits der Grenze folgen die Ortschaften Háj, Stary Zawidów, Habartice und Zawidów. Danach fließt der Koci Potok auf polnisches Gebiet und vorbei an Ostróżno (Ostrichen) und Skiba (Scheiba). An seinem Unterlauf wird der Koci Potok von der Bahnstrecke Liberec–Zawidów überbrückt.  Am Bahnhof Zawidów mündet der Bach zusammen mit der Witka in den Niedów-Stausee.

## Geschichte
Seit der Abtretung der Lausitzen im Prager Frieden von 1635 bildete die Katzbach die Grenze zwischen dem Königreich Böhmen und Kurfürstentum Sachsen.
Am 14. Juni 1880 überflutete ein schweres Hochwasser der Katzbach u. a. sämtliche niederen Teile der Stadt Seidenberg.
Seit dem Ende des Zweiten Weltkrieges verläuft entlang des Baches die Grenze zwischen Polen und Böhmen.

## Zuflüsse
- Pertoltický potok (l), bei Horní Pertoltice
- Račí potok (l), Háj